# Сіроманці (сотня УПА)
Сіроманці — військовий підрозділ УПА, входив до складу ВО-3 «Лисоня». Сотня окремого призначення, перед якою ставилися особливі завдання.

## Бойовий шлях
Про створення цієї військової групи був даний наказ по сотні № 1 «Сіроманці», зачитаний на горі Чорна Сигла — першому постою сотні карпатського краю. 25 осіб, з яких почала формуватися сотня, були старшинами та підстаршинами, які пройшли відповідний військовий вишкіл і побували в бойових сутичках.
У серпні 1943 року вся сотня, яка перебувала на горі Магурі, де пройшла військове навчання. На той час командирами «Сіроманців» були: сотенний Карпенко Дмитро — «Яструб», сотенний військовик «Коц», сотенний начальник штабу «Джулик», булавний «Ворон» (Ковальчук Григорій), бунчужний «Красний», сотенні чотові «Льонський», «Окунь».
У жовтні 1943 року сотня «Сіроманців» була скерована на північно-західні терени Галичини для боротьби з польськими загонами АК.
Перший бій з німцями відбувся восени, біля села Болехів у 1943 році.
Для зимівлі на пару місяців у 1943-44 роках відділ зупинився на Рогатинщині, недалеко сіл Дичок, Яглуша, Мелни та Виспи.
Табір розташувався на безліссі, яке називалося «Золота поляна». Далі ранньою весною був вимарш, черговий бій з німцями в районі містечка Нових Стрілищ. Наступний перехід «Сіроманці» подолали до Радехівщини, Сокальщини (села Яструбині), дальше Белз і Равщина та інші села, що межували з лінією Керзона. В цих місцях зустрілося два легендарних командири куренів Української Повстанської Армії -«Яструб» та «Ем». Ця дружба незабаром проявилася у спільних боях із німцями.
У другій половині вересня 1944 року згідно з ухвалою керівництва УПА, сотня «Сіроманців» реформувалася в курінь під назвою «Верховинці», а сотенний «Яструб» перебирав псевдо «Лютий». Він ставав курінним, а до куреня увійшли сотні; «Сіроманці», «Бурлаки», «Полтавці».
Начальник штабу «Джулик» отримав псевдо «Зеник», а сам курінь «Верховинців» увійшов до складу Воєнної округи «Лисоня» В той час
курінний «Лютий» в Стратинському лісі зустрічався з курінним «Різуном» — Василь Андрусяк.
Наприкінці вересня 1944 року почалися холодні дощі й тоді відбувся бій біля монастиря Унівська лавра. З боку УПА бій прийняв курінь «Сіроманців» та сотня «Коса», совети застосували важку зброю, включно з танками та розвідувальними літаками. У цьому бою, „Сіроманці" відбили 22 атаки бриґади, бо кожного разу розстрільна наступаючих большевиків заломлювалась і большевики кидались до втечі, як тільки починали грати повстанські кулемети.  Після дводенної масакри ( 30 вересня - 1 жовтня) відділ УПА щасливо відійшов, але на полі бою залишилося з обидвох сторін багато вояків.
"Всі були голодні і вимучені цілоденним боєм. Бракувало також амуніції.В лісі настала така пітьма, яка буває в похмурі осінні ночі, а бойові підрозділи все ще знаходяться на своїх денних становищах", — згадує Б. Допіра. "І ось, нарешті, довгоочікуваний наказ: "Тихо залишати становища, тримати зв'язок між чотами і відходити яром праворуч". Ходити тихо в темному лісі нас, звичайно, навчили обставини життя, але пройти усією сотнею та перед носом у ворога —  справа не легка".
Про бій біля села Унів згадано у передріздвяному привітанні Головного командування УПА Романа Шухевича, нарівні з Гурбами.
17 грудня 1944 року курінь «Яструба» атакував райцентр Нові Стрілища. Атака була надзвичайно вдалою для повстанців: захоплене саме містечко, зруйновано приміщення райвідділу НКВС, партком, в'язницю, у бою вбито начальника райвідділу НКВС. Проте сам «Яструб» загинув ще на початку бою.
28 квітня 1945 року сотня була розчленована на чоти й у такому складі пробула ціле літо.

## Марш Сіроманців
Із гір Карпат несеться гомін волі,

Із гір Карпат несеться волі зов…

Там синьо-жовті лопотять прапори,

Там вже заграла українська кров.

Там борами мандрують «Сіроманці»,

На плечах кріс, граната у руках…

Батьківщини це вірнії повстанці

Виконують Провідника наказ.

Бандера шлях до волі нам покаже…

З його наказу ідемо у бій!

І розіб'єм, розгромим кодло враже.

Запалимо визвольний буревій.

Гей, рідний брате Заходу і Сходу.

Єднайсь в один ударний моноліт!

Ми Україні виборем свободу,

Загарбницький повалимо ми світ!

О, Україно, люба наша Мати,

Ми знищим ката, волю принесем.

І загримлять могутнії гармати,

Вітаючи Тебе з воскреслим днем.